# 網頁標準
網頁標準（Web standards）或Web標準一般是指有關於全球資訊網各個方面的定義和說明的正式標準以及技術規範。近年來，這個術語也時常和一套建立網站的標準化的最佳實踐方法、網頁設計的原理、以及上述方法的衍生物連繫在一起。

## 概述
這些標準和規範往往彼此相依，其中一部分甚至延伸到網際網路，而不僅限於全球資訊網，並直接或間接的影響到網站以及Web服務的發展和管理。同時也考量到網頁或網站的協同工作能力、無障礙性、易用性。廣義上的網頁標準由下列要素所構成︰
- 由全球資訊網協會（W3C）所發佈的推薦標準[2]
- 由網頁超文字應用技術工作小組（WHATWG）所製作的活動標準
- 由網際網路工程任務組（IETF）所發佈的電腦與通訊技術文件（RFC）文件[3]
- 由國際標準化組織（ISO）所發佈的標準[4]
- 由Ecma國際（ECMA的前身）所發佈的標準[5]
- 由統一碼聯盟（Unicode Consortium）所發佈的Unicode標準以及各種Unicode技術報告（UTRs） [6]
- 由Internet號碼分配局（IANA）所維護的名稱和號碼的登錄[7]

## 習慣用法
如果有網站或網頁宣稱遵循網頁標準，通常就表示他們的網頁符合HTML、CSS、JavaScript等標準。HTML的部分也要滿足無障礙性以及HTML語義的要求。
當談及網頁標準時，下列各項一般也會被視為基本要素︰
- W3C所推薦的標記語言，例如HTML、XHTML、SVG、XForms。
- W3C所推薦的樣式表，特別是CSS。
- Ecma國際所制訂的ECMAScript標準，它是一種更為通用的JavaScript。
- W3C所推薦的DOM。
- 對於從URI參考的網頁以及各種資源都要有格式正確的名稱和位址，這部分應以IETF的RFC 2396為基準[8]。
- 傳送頁面、傳回資料或請求其它的資源時，須正確的使用HTTP和MIME，這部分應以IETF的RFC 2616為基準[9]。

網頁無障礙性一般是以W3C之網頁易讀性倡議所發佈的網頁無障礙性指導原則為基準。
目前W3C所致力於的語義網的工作內容，主要聚焦於關於資源描述架構（RDF）、從語言的方言中拾取資源描述（GRDDL）、網路本體語言（OWL）這些刊物上。

## 標準的發佈及其主體
W3C的推薦是在得到外界廣泛的共識並取得W3C成員及其負責人的一致同意後所做成的規範和一系列指導原則。
IETF網路標準的特色是技術的成熟度極高，還有受到廣泛認同且描述完整的協議，或是某項可為網路社群提供深具意義的服務。當一項規範達到可做為標準的水準時，就會賦予一個IETF STD序號，作為這項規範的原始IETF RFC編號。

## 非標準和廠商獨有技術的壓力
在目前所提交的HTML5工作草案的標準文件中，W3C在一節題名為「關於Flash、Silverlight、XUL等諸如此類的獨有語言」中提到「有別於各別廠商所獨有的語言，這份規範的目的是為了在各式各樣的平臺和形形色色的裝置設備上，在互相競爭的眾多產品之中能夠實現，是為了定義出一套創造過程全然開放、與廠商之間保持中立的語言。使開發者能夠編寫不受限於任何一個廠商所生產的產品或獨有語言的應用程式。除此之外，在針對特定廠商的平臺編寫應用程式之後，當他們被迫（或渴望）轉移到另一個廠商的平臺時，將無可避免的招來開發者和使用者必須面對的成本。但只要使用創造過程全然開放、與廠商之間保持中立的語言，就意味著應用程式的作者可以從某個廠商不費絲毫成本的轉移出去。」

## 參閱
- W3C驗証服務
- 網頁標準計劃
- Acid3

## 外部連結
- W3C首頁 （页面存档备份，存于）
- 網際網路工程任務組 （页面存档备份，存于）
- WHATWG HTML Living Standard （页面存档备份，存于）